# Rice Rhapsody
Pour les articles homonymes, voir Rice et Rhapsody.
Rice Rhapsody (海南雞飯, Hainan ji fan) est un film hongkongais réalisé par Kenneth Bi, sorti le 11 octobre 2004.

## Synopsis
Après avoir été abandonnée par son mari douze ans auparavant, Jen a élevé seule ses trois fils. Elle a utilisé la recette secrète de sa mère, du poulet au riz Hainan, pour ouvrir un restaurant et subvenir aux besoins de sa famille. Cependant, les choses recommencent à s'effondrer pour elle lorsque Kim Chui devient la "vedette de la ville" avec son invention d'un nouveau plat venant concurrencer sérieusement la recette de Jen. Finalement, leur conflit atteint son paroxysme lorsque Jen participe à un concours de cuisine, où elle se rend compte que la nourriture ne nourrit pas seulement les corps, mais ouvre aussi les cœurs... 

## Fiche technique
- Titre : Rice Rhapsody
- Titre original : 海南雞飯 (Hainan ji fan)
- Autre titre : Hainan Chicken Rice
- Réalisation : Kenneth Bi
- Scénario : Kenneth Bi
- Production : Rosa Li, Duncan Jepson, Jackie Chan, Willie Chan, Gary Hamilton et Solon So
- Musique : Masahiro Kawasaki
- Photographie : Lam Wah-Chuen
- Montage : Rob Tinworth
- Décors : Andy Heng
- Pays d'origine : Hong Kong
- Format : Couleurs - 1,85:1 - Dolby Digital - 35 mm
- Genre : Comédie dramatique
- Durée : 106 minutes
- Dates de sortie : 11 octobre 2004 (festival de Pusan), 20 janvier 2005 (Hong Kong)

## Distribution
- Sylvia Chang : Jen
- Martin Yan : Kim Chui
- Mélanie Laurent : Sabine
- LePham Tan : Leo
- Craig Toh : Harry
- Alvin Chiang : Daniel
- Maggie Q : Gigi
- Ivy Ling : la grand-mère
- Ronald Bi : le grand-père
- Samuel Chong : le maître de cérémonie
- Steph Song : Jennifer
- François Savoureux : Tim

## Récompenses
- Nominations aux prix de la meilleure actrice (Sylvia Chang) et de la meilleure musique, lors du Golden Horse Film Festival 2004.
- Nomination au prix du meilleur film, lors du Festival international du film de Tokyo 2004.